# Hompesch (Adelsgeschlecht)

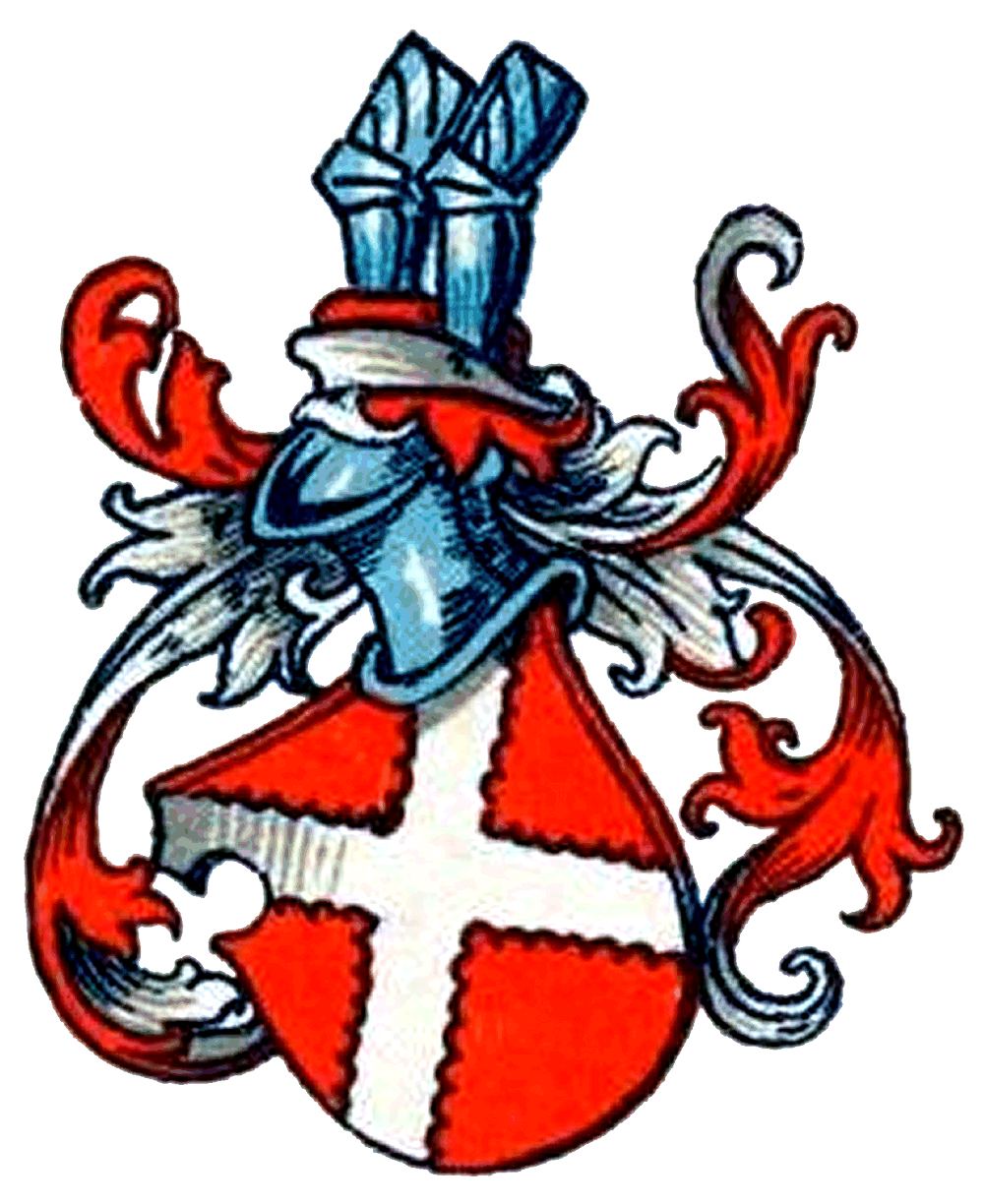
Stammwappen derer von Hompesch

Hompesch ist der Name eines alten jülich-bergischen bzw. niederrheinischen Adelsgeschlechts.

## Geschichte
Anton Fahne führte einen 1166 erwähnten Sibido Hompesch aus dem Gefolge des Kölner Erzbischofs Rainald von Dassel als ersten Vertreter des Adelsgeschlechts an. Eine Spekulation, da zu dem Adelsgeschlecht keine genealogische Verbindung belegt ist.
Nach Wolfgang Löhr beginnt die Stammreihe 1303 mit einem Ritter Gottfried. Sein Sohn war ein Werner. Ernst von Oidtman hingegen lässt mit diesem Werner 1333 das Geschlecht beginnen.
Ein bedeutender Angehöriger des Geschlechts war Heinrich II. von Hompesch (ca. 1448–1501). Er stand im Dienst von Herzog Wilhelm IV. von Jülich-Berg. Heinrich II. kaufte von Kaiser Maximilian I. das geldrische Lehen Wickrath und ließ es vom Kaiser zu einer reichsunmittelbaren Herrschaft erklären.
Das Adelsgeschlecht, das Generäle und Minister von den Niederlanden bis Bayern sowie den letzten Großmeister des Malteserordens stellte, erlosch im Oktober 1914 mit dem Tod des Paul von Hompesch-Bollheim im Mannesstamm, nachdem mit dem Tod des deutschen Reichstagsabgeordneten Alfred Polycarp von Hompesch (1826–1909) der Zweig Hompesch-Rurich erloschen war.

## AhnenstammHompesch

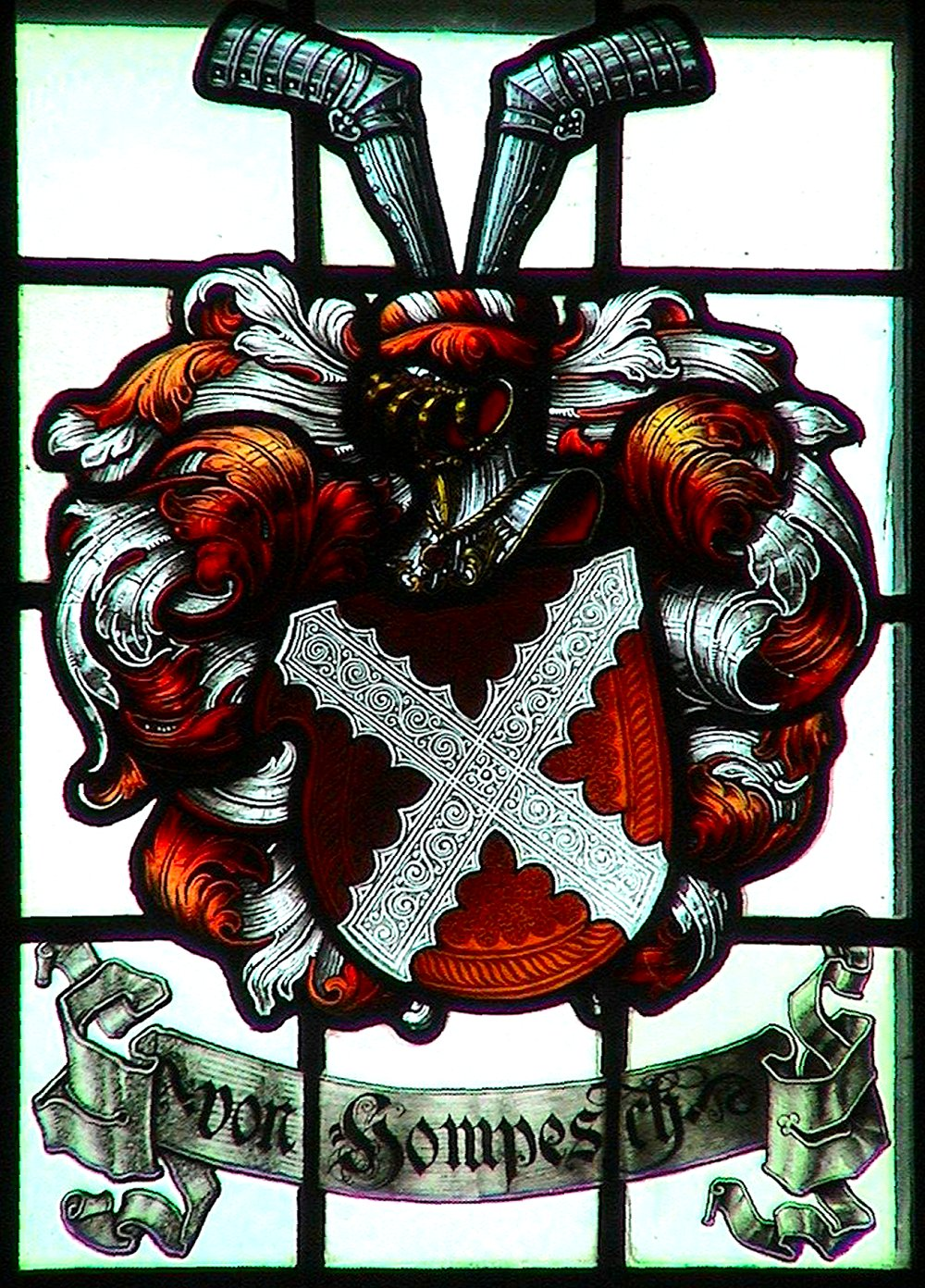
Wappen-Fenster im Schloss Krickenbeck

### Wappen
Das Stammwappen zeigt in Rot ein ausgezacktes silbernes Andreaskreuz. Auf dem Helm mit rot-silbernen Decken ein silbern gestulpter roter Hut, aus dem zwei gegeneinandergestellte geharnischte Beine hervorwachsen.

## ZweigHompesch-Bollheim

### Adelserhebungen
- Preußischer Grafenstand am 12. April 1822 in Berlin für den königlich großbritannischen General der Kavallerie Ferdinand Freiherr von Hompesch-Bollheim, Gutsherr auf Mickeln (heute Ortsteil von Düsseldorf-Himmelgeist).
- Immatrikulation (Eintragung) im Königreich Bayern bei der Grafenklasse am 24. Dezember 1830 für denselben als Eigentümer der Hofmark Berg am Laim sowie für seine Nachkommen – mit Ausnahme des in fremden Militärdiensten stehenden Sohnes Wilhelm – bzw. am 12. Mai 1831 für den letztgenannten Wilhelm Freiherr von Hompesch-Bollheim als k.k. Rittmeister.
- Böhmisches Inkolat im Herrenstand durch Außerordentlichen Erlass vom 22. November 1836 mit Diplom vom 29. Dezember 1836 in Wien, Verleihung der Erboberjägermeisterschaft des Herzogtums Jülich am 15. Oktober 1840 in Berlin und das galizische Indigenat am 22. März 1846 für denselben Wilhelm Freiherr von Hompesch-Bollheim.

### Wappen von 1822
Wie das Stammwappen. Schildhaupt: Zwei einwärts sehende goldene Löwen.

### Stammreihe

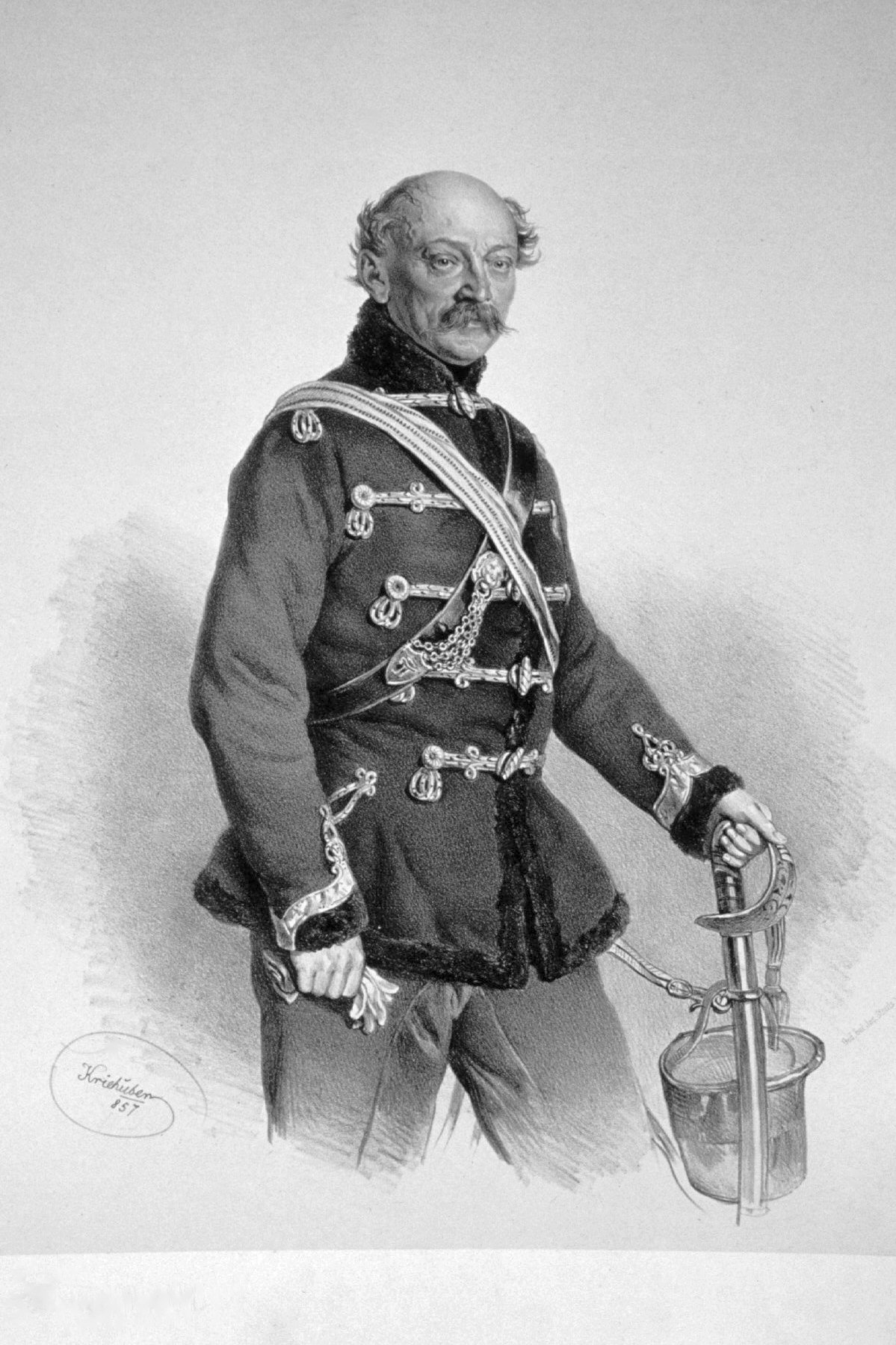
Wilhelm Hugo Graf Hompesch zu Bollheim, Lithografie 1857

1. Wilhelm Degenhart (Erboberjägermeister) ⚭ Christina Elisabetha von Leik
  1. Philipp Werner (vor 1684)
  2. Karl Kaspar (Erboberjägermeister) (1660–1741) ⚭ 1698 Anna Maria Katharina von der Horst zu Hause und Milsen (–1728)
    1. Maria Anna Barbara Katharina († 1757) ⚭ 1727 Kaspar Maximilian von Bourscheidt (1704–1756)
    2. Johann Wilhelm (Erboberjägermeister) (* 1701; † 19. März 1762) ⚭ Isabella von Bylandt zu Rheydt (* 5. August 1709; † 21. September 1785)
      1. Franz Karl Joseph Anton (* 27. April 1735; † 11. August 1800) bayerischer Finanzminister und Kämmerer ⚭ (1m) 1759 Freiin Antoinette von Hacke (* 28. September 1736; † 1778) ⚭ (2m) 1779 Maria Theresia von Hoensbroech (* 7. März 1728; † 11. August 1800)
        1. (1m) Karl (1760–1812) Englischer General
        2. (1m) Wilhelm (Johann Wilhelm von Hompesch zu Bollheim; * 1761; † 9. Dezember 1809), Finanzminister Bayern
        3. (1m) Auguste Elisabeth (* 22. Februar 1763; † 21. Mai 1785) ⚭ Carl Wilhelm von Spee (* 22. Mai 1758; † 18. Juli 1810)
        4. (1m) Christian Josef (* 1764; † 1786), Domherr in Trier, starb als Oberstleutnant auf St. Domingo
        5. (1m) Ferdinand Ludwig Josef Anton, Englischer General (* 17. Juli 1766; † 24. Juni 1831) ⚭ (1m) 1799 Ann Christian (1776–1803), Tochter von Sir Hugh Cloberry Christian ⚭ (2m) 1819 Isabella von Nesselrode-Ereshofen (* 8. Oktober 1798; † 1. Februar 1876)
          1. (1m) Wilhelm Hugo (* 22. Mai 1800; † 3. April 1861), Österreichischer Major, ⚭ 1832 Adolfine von Spiegel zum Diesenberg-Hanxleden (1812–1858)
            1. Thekla (* 24. Dezember 1834; † 7. August 1857) ⚭ 1853 Julius Maximilian Hubertus Maria, Graf von Schaesberg (* 2. November 1819; † 25. Juni/Juli 1870)
            2. Christina (* 14. Juni 1837; † 30. Juni 1901) Stiftsdame, ⚭ 1864 Carl Theodor Friedrich Christian August Joseph, Graf von Yrsch (* 4. Dezember 1832; † 8. März 1899)[3]
            3. Anna (1839–1899) ⚭ 1860 Maximilian von Wallis (1833–1882); K.u.K. Kämmerer
            4. Degenhard (1840–1866)[4]
            5. Ferdinand Joseph Hermann Anton, Graf v. Hompesch-Bollheim (1843–1897) ⚭ 1866 Prinzessin Sophie zu Oettingen-Oettingen u. Oettingen-Wallerstein (* 18. November 1846; † 20. April 1928)
            6. Wilhelmine (1844–1880)
            7. Heinrich Paul (1846–1877)

          2. (1m) Anna (* 25. Oktober 1802; † 4. Juni 1833) ⚭ 26. Juli 1823 Graf Andreas zu Stolberg-Stolberg (* 6. November 1786; † 27. März 1863)
          3. (2m) Pauline (* 2. Februar 1820; † 24. Mai 1898)
          4. (2m) Paul Maximilian (* 24. Mai 1821; † 27. Juni 1877) K.u.K. Generalmajor, 1875 Feldmarschalleutnant ad.hon.
          5. (2m) Josephine (* 23. September 1823; † 15. Januar 1858) ⚭ 1841 Levin Wilhelm Anton Wolff-Metternich zur Gracht (* 9. November 1811; † 29. Oktober 1869)
          6. (2m) Ferdinand von Hompesch-Bollheim (* 1824; † 23. Juni 1913), bayerischer Diplomat ⚭ 26. Juli 1877 Gräfin Marie Agnes zu Stolberg-Stolberg (* 26. Januar 1849; † 30. Oktober 1932)
            1. Pius (* 30. September 1878; † 26. September 1914)
            2. Paul (* 20. Mai 1880; † 13. Oktober 1914, gefallen)

        6. (1m) Isabella Charlotte Antoinette Sophia (* 1769 oder 1774; † Juli 1848) ⚭ 1. August 1804 George Richard St. John, 3rd Viscount Bolingbroke (1761–1824)
        7. (1m) Louise (* 1776; † 4. Juli 1801), (Affäre mit franz. General Louis Klein)[5]

      2. Karl Arnold (1736–1803), Domherr zu Münster, Eichstätt und Lüttich
      3. Ferdinand von Hompesch zu Bolheim (1744–1805), Großmeister des Malteserordens
      4. Karl Theodor, Marschall in Jülich[6]

## ZweigHompesch-Rurich

### Adelserhebungen
- Reichsgrafenstand mit der Anrede „Hoch- und Wohlgeboren“, Wappenbesserung und privilegium adoptandi am 10. Juli 1706 in Wien für Reinier Vincent Freiherr von Hompesch als kaiserlicher Feldmarschallleutnant.
- Reichsgrafenstand mit der Anrede „Hoch- und Wohlgeboren“ und Wappenmehrung am 6. November 1745 in Wien für des oben genannten Großneffen Friedrich Wilhelm Freiherr von Hompesch, Gutsherr auf Rurich.
- Preußische Anerkennung des Grafenstandes am 13. März 1827 für den königlich bayerischen Kämmerer Ludwig Graf von Hompesch-Rurich, Gutsherr auf Rurich.
- Aufnahme in den niederländischen Adel am 15. Juli 1868 für den königlich niederländischen Kammerherrn Adolph Graf von Hompesch-Rurich.

### Wappen von 1745
Geviert; 1 und 4 in Schwarz die alte deutsche Kaiserkrone, 2 und 3 das Stammwappen. Auf dem Helm mit rechts schwarz-goldenen, links rot-silbernen Decken wie beim Stammhelm. Der Wappenschild liegt auf zwei geschrägten Fahnen an goldenen Stangen mit silbernen Spitzen, die rechte mit dem Schildbild von 1 und 4, die linke mit dem Schildbild von 2 und 3 belegt.

### Stammreihe
1. Johann Dietrich von Hompesch zu Bollheim und Rurich ⚭ Anna Louisa von Ketzgen
  1. Adrian Gustav († 1710), Oberstleutnant bei den Garde-Dragoner von Wilhelm von Hessen-Kassel, gefallen bei Douai ⚭ Egerie Adrienne Sibille, baronesa de Ghent (-1733)
    1. Eleonora Henrietta Mauritia (* 1700; † 18. August 1730) ⚭ Friedrich Johann Sigismund Graf van Heiden zu Ootmarsum (1696–1769) → Heiden-Hompesch
    2. Willem Vincent, (* 1707; † 25. März 1765) Niederländischer General ⚭ Charlotte Cornelia, Freiin von Boetzelaer (* 25. März 1709; † 4. Juli 1761)
      1. Vincent Gustaaf, ⚭ Albertine Louise Ernestine Proebenteu von Wilmsdorff
        1. Charlotte Louise Wilhelmine Henriette (* 1770; † 24. September 1836) ⚭ 1805 Carl Philipp Ferdinand Hermann, Freiherr Riedesel zu Eisenbach (* 25. November 1775-)
        2. Louise Anne
        3. Vincent Willem
        4. Willemine Henriette
        5. Jacqueline Charlotte
        6. Henriette Louise Wilhelmine ⚭ Marie Gabriel, Burggraf von Riccé (de Ricé) († 23. November 1832)

      2. Jacob Godefroy
      3. Aernoud Joannes
      4. Lodewijk Carel Villem,
      5. Henriette Egeria
      6. Anna Henriette Elisabeth (* 14. März 1737; † 13. August 1771) ⚭ Mattheus Theodorus Hoeufft (* 24. Februar 1737; † 9. Juli 1792); General
      7. Louisa Amélie

  2. Adam Adrian Ludwig (1678–1733), zu Hemmersbach und Sindorf, Generalmajor Gouverneur von Willemstad ⚭ Charlotta von Vercken († 26. Juni 1732)
  3. Reinhard Vinzent (1660–1733) General, Gouverneur von Luxemburg
  4. Wilhelm Degenhard († November 1720) Oberjägermeister in Jülich, ⚭ 1687 Maria Katharina von Herberstein ⚭ Agnes von Olmüssen genannt Mühlstrohe
    1. Anton Franz
    2. Philipp Hermann,
    3. Maria Anna ⚭ Wilhelm von Zwiesel kurpfälzischer Kammerpräsident
    4. Anna Elisabeth ⚭ Friedrich Agidius von Brockel zu Oueremt
    5. Ludowika Amalia, Stiftsdame zu Süstern
    6. Wilhelmine, Kloster zu Dalheim
    7. Johann Wilhelm ⚭ Alexandrine Hermine von Calcum gen. von Lohausen
    8. Friedrich Wilhelm († 1790), ab 6. November 1745 Reichsgraf ⚭ Elisabeth Luise Vicomtesse von Surmond van Vloosewyck
      1. Maria Jakobe ⚭ Marchese di Totti

    9. Ernst Johann Wilhelm ⚭ Karolina von Roth
      1. Johann-Baptist Ludwig (* 1759; † 16. Mai 1833) ⚭ 1794 Theresia Angelia von Arschot-Schoonhoven (* 7. Februar 1817; † 22. November 1867)
        1. Ernst Josef Ludwig Felix
        2. Hermann Philipp (* 10. Januar 1797; † 1857) ⚭ 1825 Octavia Phillipine von Arschot-Schoonhoven
          1. Alfred Polycarp von Hompesch (16. September 1826; † 21. Januar 1909) Abgeordneter ⚭ Olga von Mengden
          2. Marie Angelica (* 23. Januar 1828-) ⚭ Ludolf, Baron von Wenge-Wulffen († 13. Januar 1903)
          3. Edgard Ferdinand (* 16. Juni 1829-), preußischer Leutnant
          4. Wilfried Theophil (* 18. Juni 1831-)
          5. Leo Erasmus (* 17. September 1833-)
          6. Adolf Maria Carl Franz (* Dezember 1834-) ⚭ 1859 Arnoldine Dorothea Augusta Jeanne, Freiin zu Riedesel d' Eisenach (* 2. März 1840) -> Line Hompesch-Walburg
            1. Clara (1860-)
            2. Carla Josephine Hermine (* 28. Mai 1861) ⚭ Ulisses Carl August, Freiherr Dirckinck-Holmfeld (1833–1895) ⚭ (2m) Emilius Begemann
            3. Renée Éléonore Frédérique Arnailie Josephine Françoise (* 19. Januar 1864)

        3. Theophil von Hompesch (* 11. März 1800; † 31. März 1853) ⚭ 1828 Johanna von Overschie-Wisbeck (* 1. Februar 1807-) (Colonisationsgesellschaft zu St. Thomas)
        4. Wilhelm Karl
        5. Franziska Elisabeth († 1833)

      2. Karl Josef Franz Anton († 1798) ⚭ von Keller
        1. Ludwig Alexander († 1825) ⚭ N.N.

    10. Ernst Johann Wilhelm ⚭ Karolina von Roth

## ZweigHompesch-Heyden
Kaiserliche Bestätigung der testamentarischen Übertragung des Reichsgrafenstands mit der Anrede „Hoch- und Wohlgeboren“ am 27. Juli 1767 in Wien für Vincent Gustav Freiherr von Hompesch-Heyden, Nachfahre des Johann Sigismund von der Heyden aus dem westfälischen Adelsgeschlecht Heiden (fraglich ob verwandt mit den pommerschen, ursprünglich münsterländischen von Heyden), Großneffe des kaiserlichen Feldmarschallleutnants Reinier Vincent Freiherr von Hompesch, gemäß privilegium adoptandi (siehe hierzu: Zweig Hompesch-Rurich).